# Ваель Ґонім
Ва́ель Ґо́нім (араб. وائل غنيم; нар. 23 грудня 1980, Каїр) — інтернет-активіст та комп'ютерний інженер, а з січня 2010 топ-менеджер відділення Google на Близькому Сході та у Північній Африці. 2011 року він став відомим як організатор масових продемократичних виступів у Єгипті, через підозри в чому провів у камері 12 днів (26 січня — 7 лютого). Згодом він зізнався, що сприяв опозиції, створивши у соціальній мережі Facebook сторінку, що закликала єгиптян виходити на вулиці. Журнал Time у своєму списку 100 найвпливовіших людей року надав Ґоніму перше місце.